# Baron Beauchamp
Baron Beauchamp war ein erblicher britischer Adelstitel, der siebenmal in der Peerage of England und einmal in der Peerage of the United Kingdom verliehen wurde.

## Verleihungen
Erstmals wurde der Titel Baron Beauchamp, of Somerset, am 29. Dezember 1299 an John de Beauchamp verliehen, indem dieser durch Writ of Summons am 29. Dezember 1299 ins Parlament einberufen wurde. Er war Inhaber der feudalen Baronie Hatch Beauchamp in Somerset. Beim Tod seines Enkels, des 3. Barons, am 7. Oktober 1361 fiel der Titel in Abeyance zwischen dessen beiden Schwestern.
Am 25. November 1350 wurde der Titel Baron Beauchamp, de Warwick, durch Writ of Summons an Sir John Beauchamp verliehen. Der Titel erlosch bei dessen Tod am 2. Dezember 1360. 			
In dritter Verleihung wurde der Titel Baron Beauchamp, of Bletso, durch Writ of Summons vom 1. Juni 1363 für Roger Beauchamp neu geschaffen. Der Titel erlosch de facto bei dessen Tod am 3. Januar 1380. Sein Sohn und dessen Nachfahren haben den Titel aus unbekannten Gründen nie beansprucht.
Am 10. Oktober 1387 wurde in vierter Verleihung der Titel Baron Beauchamp, of Kidderminster, für Sir John de Beauchamp neu geschaffen. Dieser war Steward of the Household unter König Richard II. Es war die erste Baronie in der Peerage of England, die durch Letters Patent statt durch Writ of Summons verliehen wurde. Er wurde am 12. März 1388 wegen Hochverrats vom „Gnadenlosen Parlament“ geächtet (Bill of Attainder), hingerichtet und ihm der Titel aberkannt. Sein Sohn erwirkte 1398 die Aufhebung der Ächtung und seine Wiedereinsetzung als 2. Baron. Die Aufhebung wurde 1400 widerrufen und ihm der Titel endgültig aberkannt.
Am 2. Mai 1447 wurde der in fünfter Verleihung Titel Baron Beauchamp, of Powick, durch Letters Patent für Sir John Beauchamp geschaffen. Der Titel erlosch beim Tod seines Sohnes, des 2. Barons, am 19. Januar 1503.
In sechster Verleihung wurde am 13. Januar 1559 durch Letters Patent der Titel Baron Beauchamp, of Hache, an Edward Seymour verliehen, zusammen mit dem übergeordneten Titel Earl of Hertford. Der Zusatz „of Hache“ bezieht sich auf Hatch Beauchamp in Somerset, den Sitz der Barone erster Verleihung, den Seymour erworben hatte. Da sein ältester Sohn 1612 starb, war dessen Sohn William Seymour sein Erbe. Diesem wurde bereits im Februar 1621 durch Writ of Acceleration vorzeitig als 2. Baron Beauchamp ins Parlament berufen, bevor er beim Tod seines Großvaters am 6. April 1621 auch den Earlstitel erbte. 1640 wurde ihm zudem der Titel Marquess of Hertford verliehen und 1660 der Titel 2. Duke of Somerset, der seinem Urgroßvater 1552 aberkannt worden war. Die Baronie war fortan ein nachgeordneter Titel des jeweiligen Dukes, bis sie beim Tod des 7. Dukes am 7. Februar 1750 erlosch.
Am 7. Juli 1660 wurde der Titel Baron Beauchamp, of Beauchamp in the County of Devon, in siebter Verleihung durch Letters Patent von König Karl II. an den General George Monck verliehen. Gleichzeitig wurde er zum Duke of Albemarle, Earl of Torrington, Baron Monck und Baron Teyes erhoben. Die Titel erloschen beim Tod seines Sohnes, des 2. Dukes, am 6. Oktober 1688.
Zuletzt wurde in achter Verleihung am 26. Februar 1806 in der Peerage of the United Kingdom der Titel Baron Beauchamp, of Powycke in the County of Worcester, an William Lygon verliehen. Die territoriale Widmung des Titels bezieht sich auf denselben Ort, wie der Titel fünfter Verleihung. Am 1. Dezember 1815 wurde er auch zum Earl Beauchamp und Viscount Elmley erhoben. Die Baronie war fortan ein nachgeordneter Titel des jeweiligen Earls, bis beim Tod des 8. Earls am 3. Januar 1979 alle seine erloschen.

## Liste der Barone Beauchamp

### Barone Beauchamp („de Somerset“), erste Verleihung (1299)
- John de Beauchamp, 1. Baron Beauchamp de Somerset (1274–1336)
- John de Beauchamp, 2. Baron Beauchamp de Somerset († 1343)
- John de Beauchamp, 3. Baron Beauchamp de Somerset (1330–1361) (Titel abeyant 1361)

### Barone Beauchamp („de Warwick“), zweite Verleihung (1350)
- John de Beauchamp, 1. Baron Beauchamp de Warwick (1316–1360)

### Barone Beauchamp („of Bletso“), dritte Verleihung (1363)
- Roger Beauchamp, 1. Baron Beauchamp of Bletso († 1380)

### Barone Beauchamp („of Kidderminster“), vierte Verleihung (1387)
- John de Beauchamp, 1. Baron Beauchamp of Kidderminster (1319–1388) (Titel verwirkt 1388)
- John de Beauchamp, 2. Baron Beauchamp of Kidderminster (1378–1420) (Titel wiederhergestellt 1398; Titel verwirkt 1400)

### Barone Beauchamp („of Powick“), fünfte Verleihung (1447)
- John Beauchamp, 1. Baron Beauchamp of Powick († 1475)
- Richard Beauchamp, 2. Baron Beauchamp of Powick (1435–1503) (Titel abeyant 1503)

### Barone Beauchamp („of Hache“), sechste Verleihung (1559)
- Edward Seymour, 1. Earl of Hertford, 1. Baron Beauchamp (1537–1621)
- William Seymour, 2. Duke of Somerset, 2. Baron Beauchamp (1587–1660)
- William Seymour, 3. Duke of Somerset, 3. Baron Beauchamp (1654–1671)
- John Seymour, 4. Duke of Somerset, 4. Baron Beauchamp († 1675)
- Francis Seymour, 5. Duke of Somerset, 5. Baron Beauchamp (1658–1678)
- Charles Seymour, 6. Duke of Somerset, 6. Baron Beauchamp (1662–1748)
- Algernon Seymour, 7. Duke of Somerset, 7. Baron Beauchamp (1684–1750)

### Barone Beauchamp („of Beauchamp“), siebte Verleihung (1660)
- George Monck, 1. Duke of Albemarle, 1. Baron Beauchamp (1608–1670)
- Christopher Monck, 2. Duke of Albemarle, 2. Baron Beauchamp (1653–1688)

### Barone Beauchamp („of Powyke“), achte Verleihung (1806)
- William Lygon, 1. Earl Beauchamp, 1. Baron Beauchamp (1747–1816)
- William Lygon, 2. Earl Beauchamp, 2. Baron Beauchamp (1782–1823)
- John Pyndar, 3. Earl Beauchamp, 3. Baron Beauchamp (1784–1853)
- Henry Lygon, 4. Earl Beauchamp, 4. Baron Beauchamp (1784–1863)
- Henry Lygon, 5. Earl Beauchamp, 5. Baron Beauchamp (1829–1866)
- Frederick Lygon, 6. Earl Beauchamp, 6. Baron Beauchamp (1830–1891)
- William Lygon, 7. Earl Beauchamp, 7. Baron Beauchamp (1872–1938)
- William Lygon, 8. Earl Beauchamp, 8. Baron Beauchamp (1903–1979)